# 리비아 육군
리비아 육군(아랍어: الجيش الليبي)은 리비아 및 리비아 과도국가위원회의 육상 방위를 담당하는 국가기관이다. 1951년 왕립 리비아 육군(이탈리아어: Regio Esercito libico)에서 시작, 1969년 무아마르 카다피가 군사 쿠데타로 국왕 이드리스 1세를 몰아내고 지금의 명칭으로 바꾼 것이다.
1978년 리비아 국가원수 무아마르 카다피가 당시 36세 나이로 리비아 육군 소장 예편한지 33년 후 2011년 현재, 카다피가 사망하고 과도국가위원회가 군을 이끌어 나가고 있다.

## 전쟁 경험
리비아는 1977년 이집트와 전쟁을 치렀으나 패배, 1978년에는 우간다-탄자니아 전쟁에서 우간다의 편을 들어주었으나 패배했다. 우간다가 탄자니아에 패배하자 우간다의 국가원수였던 이디 아민은 반(反) 이디 아민 세력과 탄자니아 육군에 의해 축출되었다. 1980년에는 차드와 국경 분쟁이 일어났는데, 곧 전쟁으로 발전했다. 리비아는 차드보다 무장이 우수했음에도 불구하고 패배했다. 결국 1987년 리비아군은 차드 국경에서 물러났다.
2011년에는 반(反) 카다피 세력이 친(親) 카다피 세력과의 교전에서 승리했다(리비아 내전 참조). 이후, 과도국가위원회가 리비아군의 통수권을 행사하여 오늘에 이르고 있다.